# Gymnocondylus
Gymnocondylus là một chi thực vật có hoa trong họ Cúc (Asteraceae).

## Loài
Chi Gymnocondylus gồm các loài: